# 須田晶紀子
須田 晶紀子（すだ あきこ、1985年8月3日 - ）は、福島県会津若松市出身の女優である。自由の森学園高等学校卒業。UPSアカデミー卒

## 出演

### テレビドラマ
- 天国と地獄〜サイコな2人〜（2021年、TBS 日曜劇場） - 新谷千香子 役
- イチケイのカラス 第1話（2021年、フジテレビ、月9ドラマ） - 母親 役[2]
- ただ離婚してないだけ 第2話 - 第5話（2021年、テレビ東京、ドラマホリック）
- 大豆田とわ子と三人の元夫 第5話（2021年、カンテレ・フジテレビ系） - 整体師 役[3][4]
- 内田康夫サスペンス 浅見光彦 軽井沢殺人事件（2022年2月28日、テレビ東京） - 平山悦子 役[5]
- PICU 第8話（2022年、フジテレビ、月9ドラマ） - 光の母 役
- クールドジ男子 第7話（2023年5月27日、テレビ東京、ドラマ25） - 三間貴之の母 役
- 帰ってきたらいっぱいして　第6話（2023年、読売テレビ） - 主役の母 役
- まどか26歳、研修医やってます！（2025年 TBS 1月期　火ドラ） - 第6話 相川の母 役
- 初恋DOGs （2025年 TBS 7月期 火ドラ）-第1話　伊東瞳役

### 映画
- 「閃光、走った!」（2005年、監督 松嵜翔平） - ファムファタール 役
- 「My True Lovestory」（2019年、監督 柳治佑） - マダム3 役
- 「ある船頭の話」（2019年　オダギリジョー監督作）声の出演
- 「嘘じゃない、何か」（2019年、二階堂智監督）　向井優子役
- 「DEAD OR ZOMBIEゾンビが発生しようとも、ボクたちは自己評価を変えない」（2022年、監督：佐藤智也）[6]
- 中編「ホモ・アミークス」（2023年、馬渕ありさ監督作） さくら役[7]
- 長編映画「重ねる」配島徹也監督　主役　加藤あゆみ役（2024年）

### CM
- 花王「メリットシャンプー」（2021年）
- 「漢方セラピー」（2021年、西川美和監督） - 宮本万里子 役
- 日本コカ・コーラ「紅茶花伝」（2021年）
- NetEaseGames 「identityⅤ第五人格」神尾編（2021年） - アートディレクター役
- ぺんてる エナジュール20th Anniversary movie「Tears」編　メイン（2021年）[8]
- アドバンスメディア社「アミボイス」（2021年） - 上司役[9]
- 東京海上日動TVCM「青き世代の未来にエールを。」篇　（2022年） コーチ役
- 日産自動車CM 【デイズ】ソロ活デイズでおでか軽！篇 （2022年）パン教室の先生役
- CM「日興アセットマネジメント」Tracers「あります、全部。」（2023年）メインの一人
- SMBCコンシューマーファイナンス/プロミス（2024年）
- 明治　ブランドCM「明治Wのスキンケアヨーグルト」大変篇、外側篇（2025年）

### 舞台
- 「楽屋」（2014年6月、演出 レオニード・アニシモフ） - キー子 役
- 「ワーニャおじさん」（2015年6月、演出 レオニード・アニシモフ） - エレーナ 役
- 「SAHARA」（2018年12月、演出 二階堂智）
- 「風の中の人々」（2019年、演出 田辺日太） - かおり 役
- 「温室の花」（2019年6月、演出 田辺日太） - 美恵子 役
- 「星々のお祭り～記憶の中のジャルダン～」（2019年8月、演出 吉岡徹） - イルザ 役
- 「夏の桜」（2019年12月、演出 たんじだいご） - 主演 君島春子 役
- 「ダンシング・アット・ルーナサ」（2019年3月、演出 小笠原響） - アグネス 役（須田晶子名義で出演）[10]